# Architectonisch en historisch reservaat Ordubad
Het architectonisch en historisch reservaat Ordubad is een oude stad in Azerbeidzjan met een bijzondere middeleeuwse structuur en vele architectonische monumenten. Het bouwplan van de stad is een voorbeeld van de manier waarop oostelijke feodale heersers steden inrichtten. De stad is aan drie kanten omrand door bergen en het omringende landschap is rijk is aan groen en boomgaarden. Dit alles maakt dat de stad bijzonder mooi gelegen is.
Ordubad was een van de belangrijkste handelssteden op de route tussen Europa en India en China. Op de linkeroever van Ordubadchay werd in de 15e eeuw de Gala gesticht, het centrum van Ordubad. In de 17e eeuw werden op de linkeroever van Ordubadchay nieuwe handelscentra gevormd. Een van de oudste gebouwen - de moskee – wordt beschouwd als een van de belangrijkste bezienswaardigheden van de stad. Het middeleeuwse marktplein in het centrum van Ordubad is karakteristiek voor die periode.
Op het eerste gezicht lijkt het dat de oude straten een chaotische structuur bezitten, maar ze volgen een strak radiaal patroon. Dit patroon ziet er van de lucht uit als een ventilator.

Net als in alle andere feodale steden was de stad verdeeld in districten: 1) Ambaras 2) Kurdtatal 3) Mingis 4) Sar sheher 5) Uch Azerbeidzjan.